# Wide Awake
Wide Awake [waɪd əˌweɪk] ist ein US-amerikanischer Spielfilm aus dem Jahr 1998. Regie führte  M. Night Shyamalan, der auch das Drehbuch verfasste. Der Film lässt sich hauptsächlich dem Filmgenre der Komödie und des Dramas zuordnen. Erzählt wird die Geschichte eines zehnjährigen Jungen, der sich nach dem Tod seines Großvaters auf die Suche nach Gott begibt.

## Handlung
Der zehnjährige Joshua begibt sich auf die Suche nach Gott, nachdem sein geliebter Großvater gestorben ist.
Bei der Suche kommt er an der katholischen Jungenschule „Waldron Academy“ in einige Schwierigkeiten und verheerende Situationen. Mit der Hilfe seines Freundes und einer an Sport interessierten Nonne probiert er, das Geheimnis, das Gott umhüllt, zu lüften. Als er seinen Freund nach einem seiner epileptischen Anfälle verwundet in seinem Zimmer findet, kann er ihn retten und beschließt anschließend desillusioniert, die Suche nach Gott aufzugeben.

## Entstehung
Nach seinem autobiografischen Film Praying with Anger, der von den meisten Filmkritikern gelobt wurde, machte sich Shyamalan daran, eine neue Geschichte für die Leinwand zu verfassen. Er schrieb ein Drehbuch mit der Kernhandlung, dass sich ein kleiner Junge auf die Suche nach Gott begibt. Nachdem er das Skript fertiggestellt hatte, hielt der Filmemacher nach einem Filmstudio Ausschau. So stieß er auf die Miramax Studios, die das Drehbuch annahmen und ihm erlaubten, den Film selbst zu inszenieren, da ihnen Praying with Anger gut gefallen hatte.
Betreut wurde Shyamalan von den Produzenten Bob und Harvey Weinstein.
Für sein Comedy-Drama konnte er Darsteller wie Joseph Cross, Rosie O’Donnell und Julia Stiles gewinnen und ihm wurde ein Budget von circa 6 Millionen US-Dollar zur Verfügung gestellt.
1995 begannen die Dreharbeiten. Nach drei Jahren kam der Film 1998 in die amerikanischen Kinos.

## Filmanalyse

### Dramaturgie
Shyamalan baut mit Hilfe einer „exakten Regiearbeit“ und Bildgestaltung immer wieder überraschende Momente ein: Ein Beispiel ist die Kirchenszene. Joshua und sein Großvater sitzen auf einer Bank in der Kirche. Der kleine Junge beobachtet seinen Opa. Nachdem der Pfarrer zum Empfang der Kommunion für die Kranken aufruft, „zeigt die Kamera aus Joshuas Perspektive eine Frau, die dem Aufruf folgt.“
Der Junge sagt in einer Großaufnahme anschließend, er habe gar nicht gewusst, dass Mrs. Pitman krank sei. Als er sich jedoch zu seinem Großvater wendet, ist dieser überraschenderweise ebenfalls nach vorne gegangen. Wieder neben seinem Enkel, betet er einen Rosenkranz. Joshua starrt ihn derweil entgeistert an.
Eine andere Wendung in „Form einer nachgeschobenen Information findet sich gegen Ende des Films“. Joshua spielt, nach Davids Epilepsieanfall, nachts im Vorgarten mit seinem Spielzeug-LKW, der mit Erde beladen ist. Gottessuche hat er aufgegeben. Er ist zu dem Schluss gekommen, Gott sei nur eine Erfindung. Der Zuschauer befindet sich also am dramaturgischen Wendepunkt der Figur. Bei seinem Spiel erinnert sich Joshua in einer Rückblende an einen Schulwettlauf, den er für seinen Opa gewinnen wollte. Bei dem Lauf kam er jedoch zu Fall. Während die anderen bereits das Ziel erreicht haben, fordert sein Großvater ihn auf, weiter zu rennen. Nach dem Überschreiten der Ziellinie fällt Joshua dem alten Mann „zum wohl letzten Mal in die Arme“.
Nach diesem Flashback wird dem Zuschauer nun klar, was das Spiel mit dem Auto und die Erde auf sich haben: Mit der Erde vergräbt er das geliebte Hemd seines Opas. An dessen Beerdigung will er nicht teilnehmen. „Diese Umdeutung des zunächst harmlosen Kinderspiels in eine ernste und traurige Symbolhandlung funktioniert als dramaturgische Klammer, die eine Erzähl-Einheit als solche rahmt.“

### Farbgestaltung
Wide Awake ist von Erd- und Pastellfarbtönen geprägt. Die warmen, aber auch düsteren Farben werden mitunter von den Drehorten abgeleitet. Im Nordosten Amerikas sind die „sonnige Helle und der blasse Himmel Kaliforniens“, die vorwiegend in US-amerikanischen Familienfilmen und -serien vorkommen, nur selten zu sehen, was dem Film diese gewisse Farbendunkelheit verleiht. Außerdem ist er in der Herbst- bzw. Winterzeit angesiedelt, was in den Innenräumen ein fahles, diffuses Licht erzeugt. Diese „entsättigte (und entsättigende) Beleuchtung“ lässt die Gesichter der Protagonisten blass, weiß und verletzlich erscheinen.
In The Village – Das Dorf oder The Sixth Sense trug die Farbe Rot einen wichtigen Teil zur Geschichte bei, doch in Wide Awake findet sich dieser Farbton nur sehr selten. Er ist meistens „ausgebleicht oder abgetönt, verunreinigt, als Rotbraun oder, höchstens, Karmesin“ zu finden. Auch das Gelb wirkt eher fahl. Die Verwendung in der schulischen Sportkleidung ist wohl die markanteste, aber selbst dort erscheint es blass und mit Hang zum Orange. Dadurch fügt es sich perfekt in die Umgebung ein und sticht nicht als „Signalfarbe“ heraus.

## Rezeption

### Kritiken
In den USA fielen die Kritiken durchschnittlich aus (45 % der gesammelten Kritiken auf Rotten Tomatoes waren positiv).

„Der warmherzige, kindgerechte Film setzt sich ernsthaft mit essenziellen Problemen auseinander und unterhält zugleich dank der guten Darsteller. Die zweite Regiearbeit von M. Night Shyamalan ("The Sixth Sense"), bei der bereits viele seiner Themen durchschimmern.“

„Mit vollem Streicher- und Bläsereinsatz kehrt das Orchesters auf der Musikspur die ohnehin schon emotional forcierten Momente […] mit der wiederholten Melodie noch weiter heraus und unterläuft damit Shyamalans übrige, vergleichsweise dezente Inszenierungsmittel wie Kamerabewegungen und Farbkomposition.“

„Tiefe gewinnt das religiös grundierte Lichtspiel nicht in Momenten der Heilsgewissheit, sondern in Augenblicken des Zweifels und der Niedergeschlagenheit. […] In Rückblenden gelingen Shyamalan, nicht zuletzt dank seinem Hauptdarsteller Joseph Cross und Robert Loggia in der Großvater-Rolle, anrührende Szenen. Vielleicht ist es die bodenständig-realistische Grundierung von „Wide Awake“, die dick aufgetragene Dramatik einfach nicht verträgt. […] Shyamalans berüchtigte Hakenschläge am Schluss, „Last Minute Twists“ genannt, darf man nicht verraten. Hier hat man dabei kein schlechtes Gewissen, denn der blondgelockte Rauschgoldengel in Zivil sorgt eher für „Last Minute Kitsch“ – eine Überraschung der triefenden Art.“

„Der nachdenkliche Familienfilm mit New-Age-Sensibilität hat beste Absichten, doch gerade das Sendungsbewusstsein, einen inhaltlich sinnvolle Beitrag abzuliefern, lässt die Variante von "Hallo Mr. Gott, hier spricht Anna" bleischwer wirken, wo Leichtigkeit vonnöten gewesen wäre. Kinder dürften sich jedenfalls aufgrund der dick aufgetragenen Weinerlichkeit und des schwermütigen Themas nur in Maßen begeistert zeigen.“

### Einnahmen und Auszeichnungen
Der Film gilt als kommerzieller Misserfolg, da er bei einem Budget von etwa sechs Millionen US-Dollar nur wieder 282.175 US-Dollar einspielte.
Gedreht wurde Wide Awake hauptsächlich in Philadelphia, Pennsylvania.
Der Film wurde bei den Young Artist Awards 1999 als bestes Drama sowie Joseph Cross als bester Nachwuchsschauspieler nominiert.